# Husky hadművelet
A Husky hadművelet (ejtsd: hászki) támadóhadművelet volt a második világháború idején, melynek célja Szicília szövetséges elfoglalása volt az európai tengelyhatalmakkal szemben. Egy nagyszabású, hadászati jelentőségű partraszálló és légideszant hadművelet, melyet hathetes szárazföldi harc követett. Ez a hadművelet volt a kezdete a szövetségesek által csak olaszországi hadjáratnak nevezett ütközetsorozatnak.

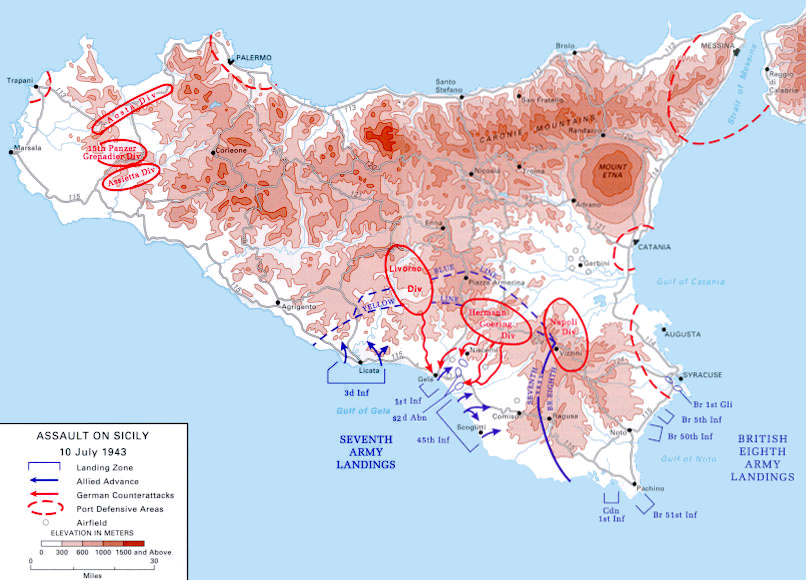
A partraszállás hadműveletei térképen

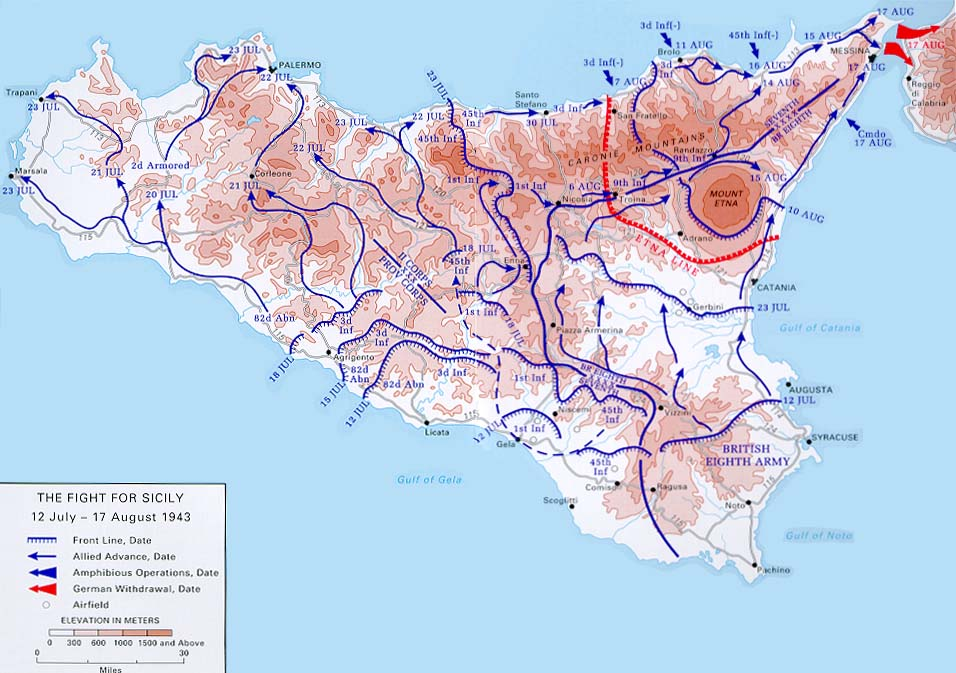
Szicília elfoglalásának hadműveletei térképen

A hadműveletet 1943. július 9–10. éjszakáján kezdték meg és augusztus 17-én fejezték be a kitűzött elsődleges célok elérésével. Hadászati jelentősége abban rejlett, hogy a háború későbbi szakaszában többek között erről a szigetről indultak légi, szárazföldi és tengeri erők az olaszországi és földközi-tengeri hadszínterek hadmozdulataihoz, Szicília a hadtápútvonalak fontos eleme lett Benito Mussolini hatalmának megdöntéséhez, közvetlen lehetőséget teremtett Olaszország lerohanásához. A hadművelet légihadműveleti szakaszait a Ladbroke és Fustian hadműveletek keretében hajtották végre, ennek kiegészítő műveletei.
Keserű tapasztalatai közé tartoztak a többnemzeti csapatok hadvezetései közötti elégtelen kommunikációk, amelyek a légiszállítású csapatok rossz koordinációiban mutatkoztak meg, valamint több esetben „baráti tűz” folytán lőtték egymást saját alakulatok, növelte veszteségeiket. A tapasztalatokból okuló eljárás- és szervezeti változtatások végül a normandiai partraszállás idején lettek felhasználva. A kezdeti rossz csapatvezetés hozadéka a biscari mészárlás is, melyben két amerikai katona 73 olasz és német hadifoglyot lőtt agyon két, időben elkülöníthető eseményben.

## Fordítás
Ez a szócikk részben vagy egészben  az   Allied invasion of Sicily című angol Wikipédia-szócikk ezen változatának fordításán alapul.  Az eredeti cikk szerkesztőit annak laptörténete sorolja fel. Ez a jelzés csupán a megfogalmazás eredetét és a szerzői jogokat jelzi, nem szolgál a cikkben szereplő információk forrásmegjelöléseként.

## Külső hivatkozások
- Pokol várta Szicíliában az amerikaiakat – 24.hu, 2021. március 7.